# HD 33643
HD 33643, KELT-7, TOI-1682 — одиночная звезда в созвездии Возничего на расстоянии приблизительно 442 световых лет (около 136 парсек) от Солнца. Видимая звёздная величина звезды — +8,54m. Возраст звезды определён как около 1,2 млрд лет.
Вокруг звезды обращается, как минимум, одна планета.

## Характеристики
HD 33643 — жёлто-белая звезда спектрального класса F2V, или F2. Масса — около 1,517 солнечной, радиус — около 1,712 солнечного, светимость — около 5,715 солнечных. Эффективная температура — около 6581 K.

## Планетная система
В 2015 году командой астрономов, работающих с фотометрическими данными в рамках проекта Kilodegree Extremely Little Telescope (KELT), было объявлено об открытии планеты KELT-7 b.
В 2019 году учёными, анализирующими данные проектов HIPPARCOS и Gaia, у звезды обнаружена планета HIP 24323 c.